# برایان دانکلمن

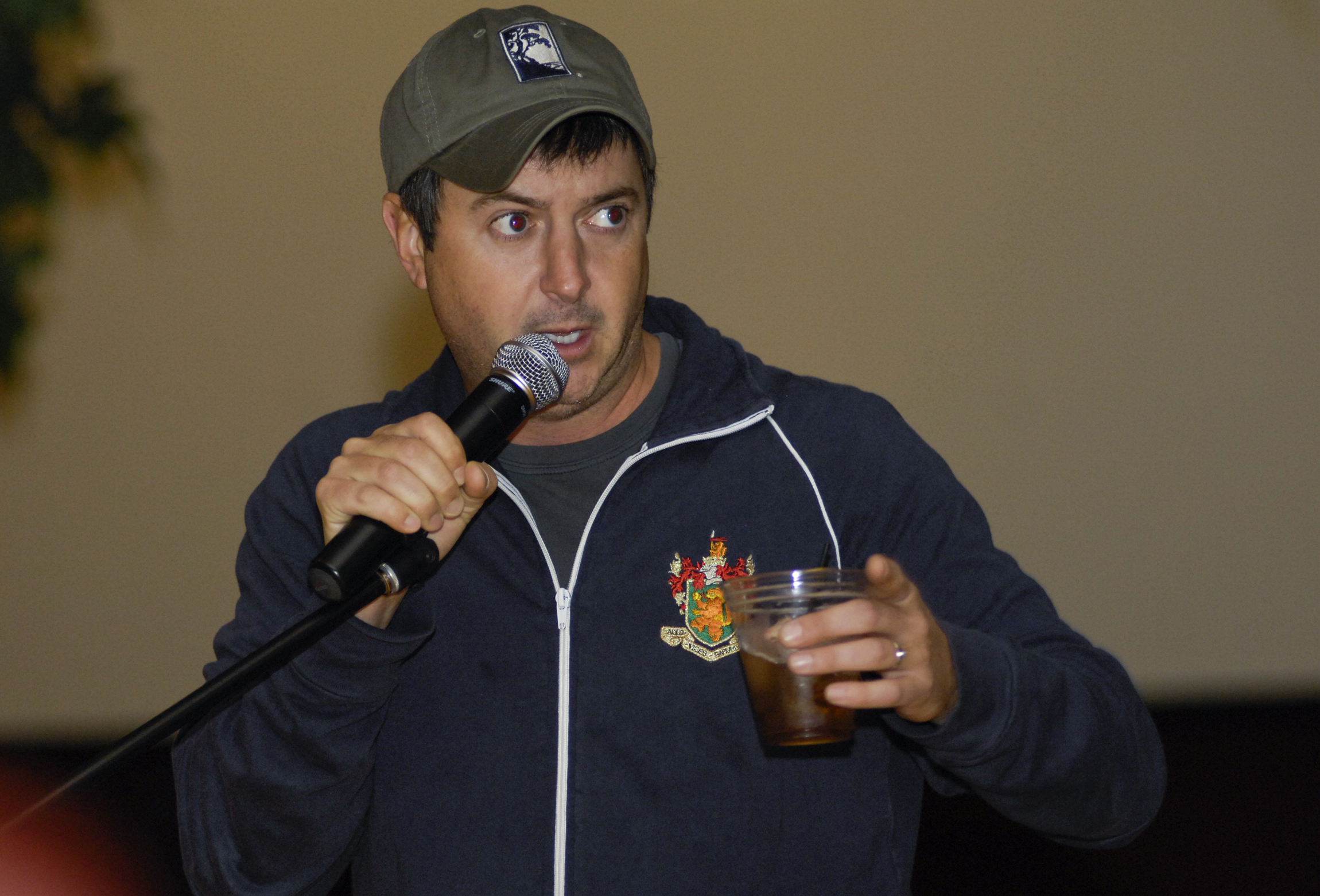
برایان دانکلمن در کلوپ کاشیم

برایان دانکلمن (به انگلیسی: Brian Dunkleman) (زاده ۲۵ سپتامبر ۱۹۷۱ در الی‌کات‌ویل نیویورک)، کمدین و بازیگر آمریکایی است. وی بیشتر به‌عنوان میزبان مشترک با رایان سیکرست تنها در فصل اول امریکن آیدل در شبکه فاکس، شناخته شده است. دانکلمن در سال ۱۹۹۲، برنده جالب‌ترین کمدین‌های جدید در عنوان بوفالو شده است.